# USS LST-635
O USS LST-635 foi um navio de guerra norte-americano da classe LST que operou durante a Segunda Guerra Mundial.